# Balfolk

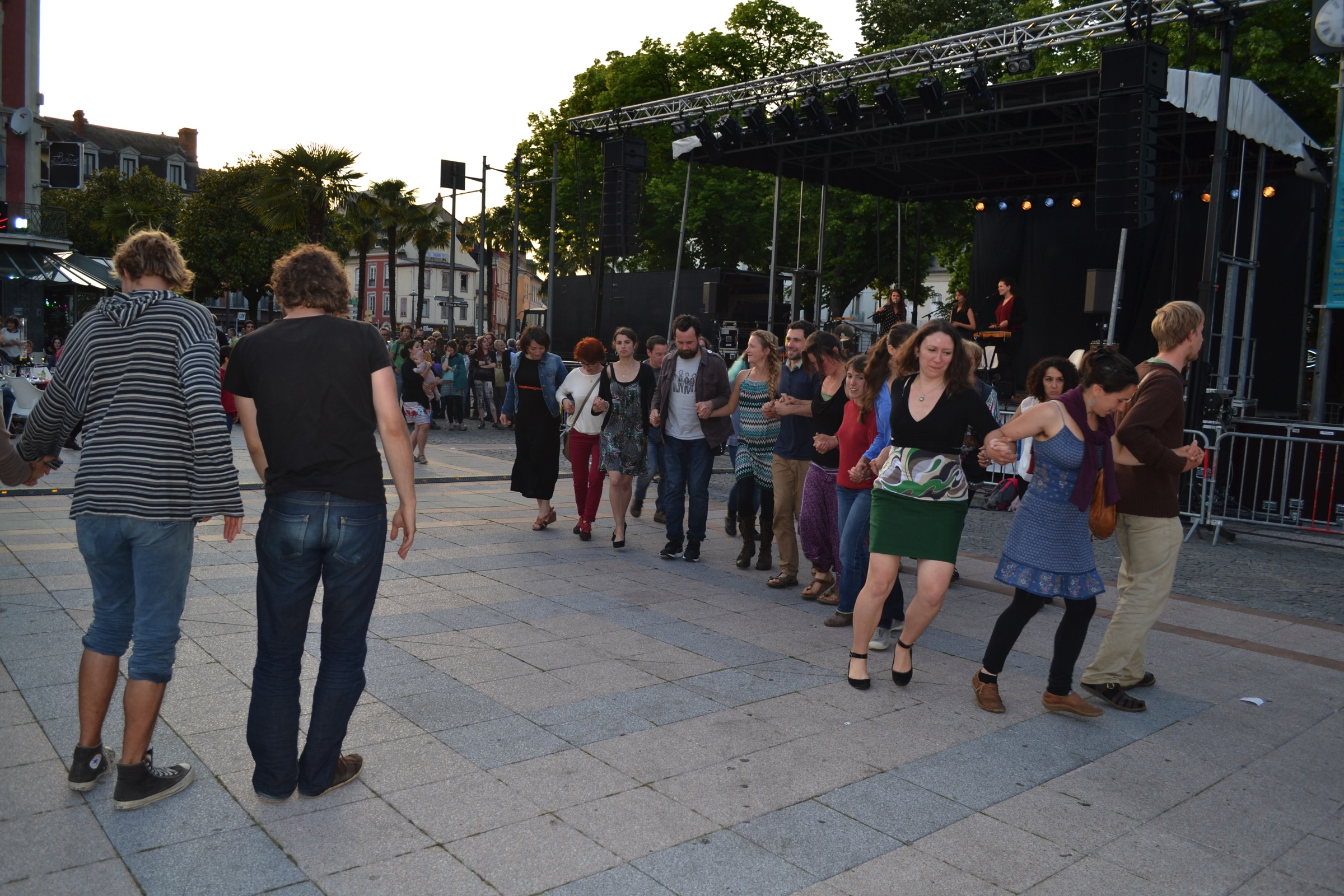
Rondeau en chaîne – řetězový tanec z Gaskoňska – na festivalu Tarba en Canta 2016 v Tarbes. Tanečníci nemají žádné kroje, ani jiný předepsaný dresscode – každý tančí v tom, co je mu pohodlné, v čem zrovna přišel

Balfolk, bal folk, či ve Francii též bal trad je označení pro tradiční (lidové) tance tančené zpravidla na živou hudbu a pro radost z tance. Také se tak označují taneční události, kde se tyto tance učí a tancují: festivaly, workshopy, semináře a tancovačky. Balfolk vznikl v 70. letech 20. století ve Francii a postupně se rozšířil i do dalších zemí.
Pro balfolk je typické:
- živá hudba[1] – za večer se může vystřídat i více skupin. Reprodukovaná hudba se v různé míře uplatňuje na workshopech a na mazurce klandestině
- různé druhy tanců z různých koutů světa i časových období[1]
- tradice,[1] ale i otevřenost inovacím[2] – na jednu stranu se tančí staré tradiční tance na starou tradiční hudbu, ale nic není zakonzervováno (jako u tradičního folklóru) a jak tance, tak hudba se vyvíjí (např. tango variace v mazurce nebo elektro, beatbox či hip hop v hudbě)
- tancuje se bez krojů[2][1]
- tance nejsou určené k tomu, aby se s nimi vystupovalo na pódiu před publikem, ale aby si všichni zatančili[2][1]

## Balfolkové tance
Balfolk zahrnuje celou řadu tanců z různých koutů světa, v Evropě ale hlavně evropských. V začátcích se jednalo hlavně o francouzské tance, ale jak se balfolk šířil do dalších zemí, přidávali hudebníci a tanečníci (balfolkies) do repertoáru i své národní tance, či jejich variace. Vedle párových tanců se lze na tancovačkách setkat i s mixéry (tance s výměnou partnerů), čtverylkami, řetězovými, řadovými, kruhovými i sólo tanci.
Příklady:
- bourrée – na dvě (tančí dvě řady tanečníků proti sobě nebo do kruhu) nebo na tři doby
- bretonské tance – z nich se často tančí jednodušší tance (např. hanter dro, an dro, rond de St. Vincent), ale lze se na balfolkových tancovačkách potkat i se složitějšími bretonskými tanci (např. fisel, kost ar c'hoad, larridé gavotte)
- cercle circassien – mixér; v Německu známý jako Fröhlicher Kreis, v Nizozemí jako tovercirkel
- chapelloise – mixér ze 30. let 20. století; v Belgii je známý jako gigue/jig (nezaměňovat s irským jigem)
- mazurka – párový tanec většinou na tři doby, ale tančí se i mazurka na pět nebo na jedenáct. Původem z Francie (francouzská mazurka má ale kořeny v polské mazurce a nemá prakticky nic společného s českou mazurkou, která se tradičně učí v tanečních)
- polka – párový tanec
- polska – párový tanec ze Švédska na tři doby
- valčík – párový tanec; oproti valčíku ze standardů se liší mimo jiné tím, že pán vychází levou nohou kolem partnerky. Vedle valčíku na tři doby se v balfolku tančí tzv. nepravidelné valčíky (na pět, na osm, jedenáct, …). Tančí se též takzvaný skotský valčík (valse ecossaise), což je párový kruhový tanec s výměnou partnerů.
- rondeau – párové (rondeau en couple) nebo řetězové (rondeau en chaîne) tance z Gaskoňska
- scottish – párový tanec na osm dob, ale tančí se i tzv. nepravidelný scottish (scottish impaire) na dvanáct dob

## Balfolk ve světě

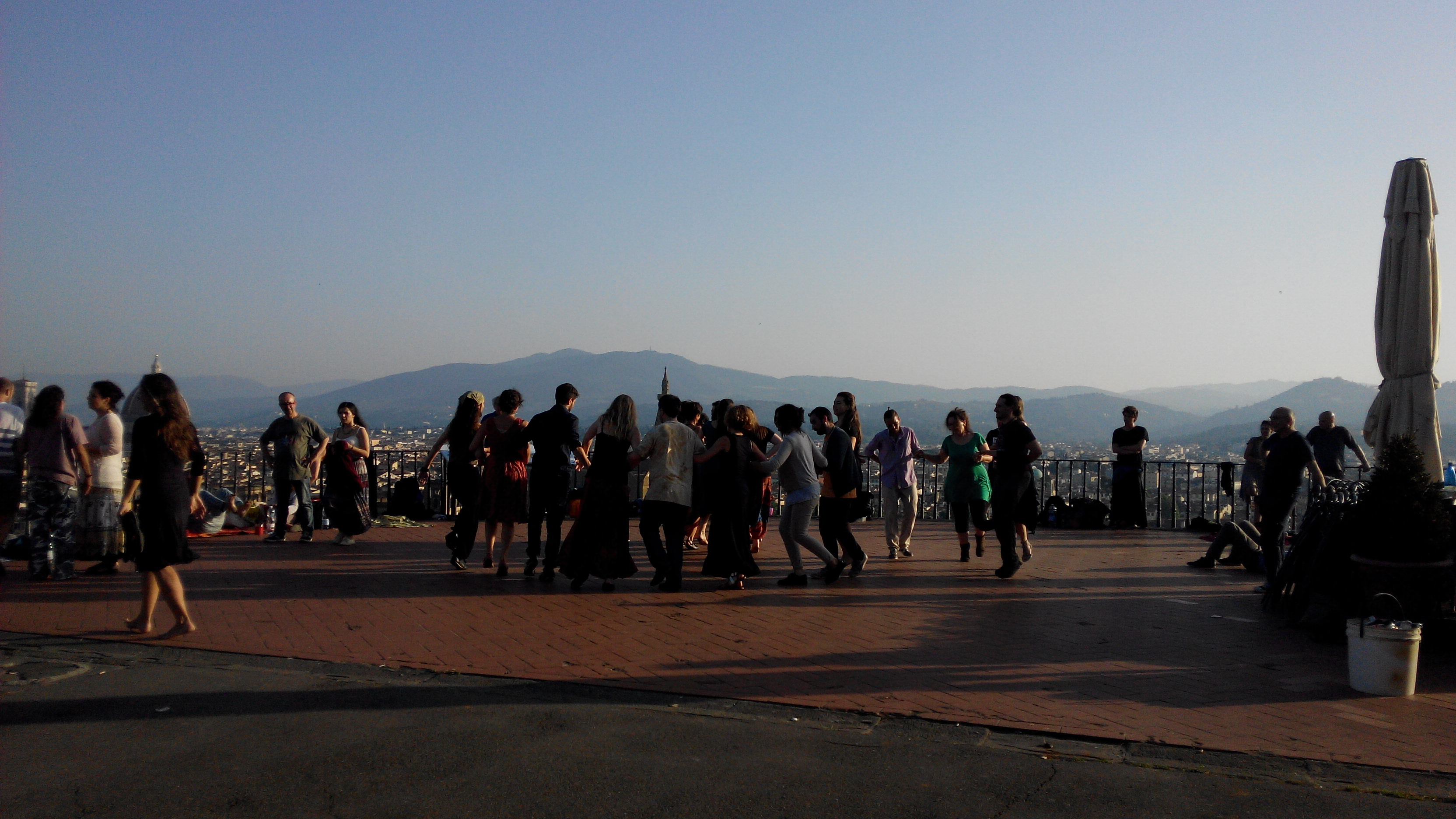
Řetězový tanec po východu slunce na mazurce klandestině ve Florencii 2016

V západní Evropě se každoročně koná několik velkých i menších balfolkových festivalů. Ve Francii například Le grand bal de l'Europe v Gennetines a Funambals v Lyonu, v Belgii Boombalfestival v Lovendegemu (hlavní festival; během roku pak Boombal pořádá i další menší tancovačky v Gentu a okolí) a ComSiBal v Lovani, v Nizozemsku CaDansa ve Steenwijku (dříve v Utrechtu a Duivenu) a Balfolk Dansstage v Enschede. V Německu Balfolk Ratisbonne u Řezna, Tanz- und Folkfest a Dañserlà v Erlangenu, Leipziger Tanzhausfest v Lipsku, či TFFB v Berlíně. Ve  Švýcarsku Wintertanz v Curychu, Folkfestival Rütti u Bernu a částečně Vertanzt v Röthenbach im Emmental. V Portugalsku Andanças u Castelo de Vide, ve Španělsku Folkaria ve Valdemorillo a Bailando Entre Montañas v Mataelpino a v Itálii například Reno Folk Festival v Boloni, Gran Bal Trad ve Vialfrè, été trad v Aostě a další…
Balfolková scéna funguje také v Irsku (Dublin), Kanadě (Toronto, Montréal), Polsku (Varšava, Poznaň, Krakov, Vratislav, …), Rakousku (Vídeň), Rusku (Moskva, Nižnij Novgorod, Petrohrad), Slovinsku (Nova Gorica), Turecku (Istanbul), Velké Británii (Londýn, Edinburgh, …), či na Novém Zélandu (Auckland).
V roce 2008 vznikla v Miláně forma balfolkové taneční události – mazurka klandestina (~ tajná mazurka) – kdy se tanečníci sejdou (zpravidla večer) na předem domluveném veřejném místě (náměstí, nábřeží, pasáž, …) a tančí mazurky (ale i jiné balfolkové tance) celou noc až do rána.

## Balfolk v Česku

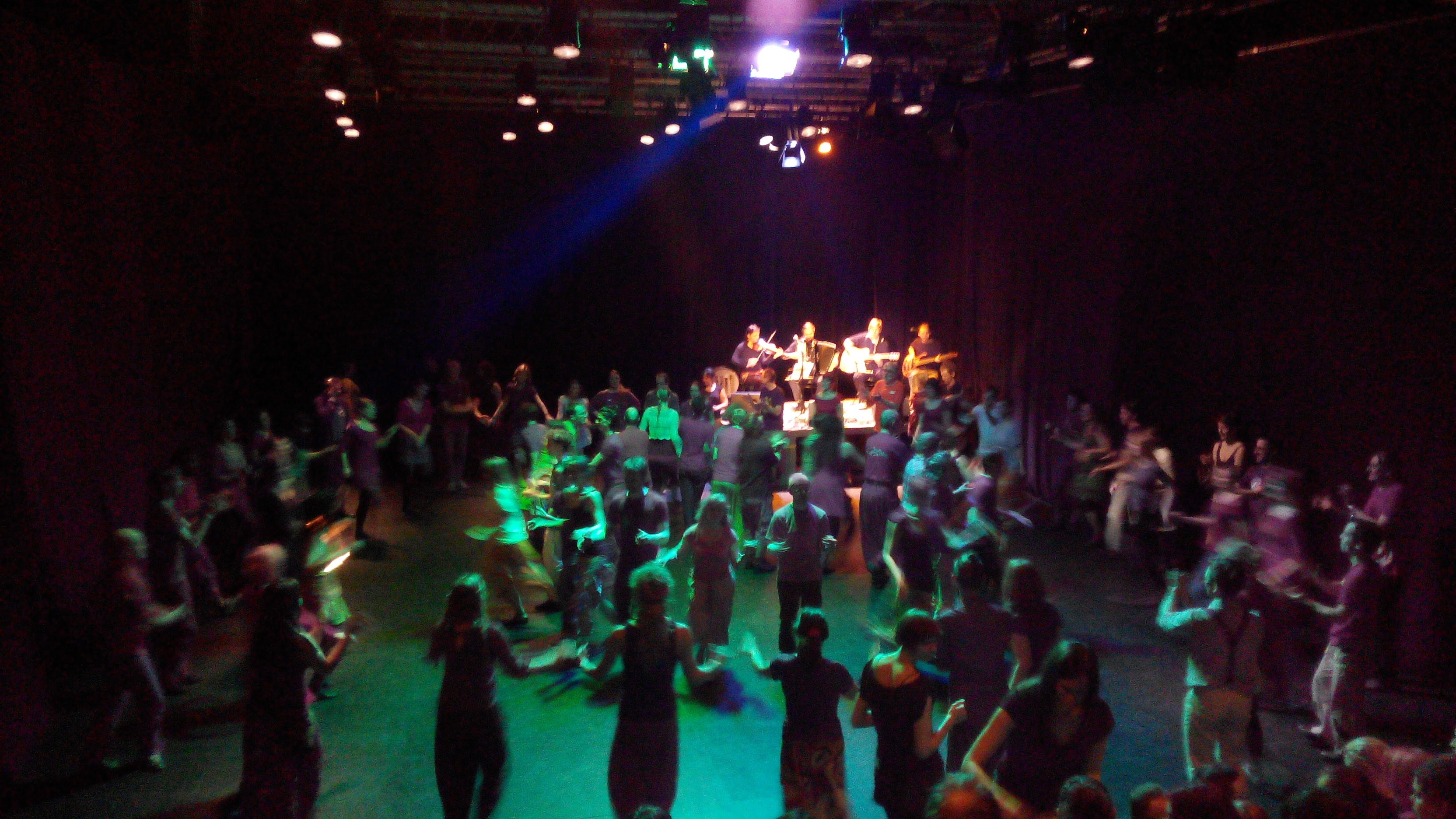
Tanečníci tančí cercle circassien ve dvou kruzích na Prague Balfolk Weekendu 2016

V Praze se balfolku věnuje balfolková sekce občanského sdružení Rond, která také v letech 2013 až 2020 pořádala festival Prague Balfolk Weekend (od 2019 Prague Balfolk Immersion). V roce 2024 byl Prague Balfolk Weekend obnoven s novým organizačním týmem. V Brně se balfolková scéna sdružuje kolem skupiny Ton Simple.
Balfolkové hudbě se v Česku věnují (či věnovaly) skupiny/projekty: ba.fnu, BAL LAB, Duo Cardamon, Folk Knock, KAMM/KAM, Yanyk, česko-francouzské duo Deliou a další.